# Тверское городское женское коммерческое училище
Тверское городское женское коммереское училище — среднее учебное заведение в Твери, основанное в 1905 году по инициативе городского головы А. Ф. Карпова, специализировавшееся на подготовке кадров для торгово-промышленной сферы.

## История создания
Проект по организации женского коммерческого училища в Твери был внесен на рассмотрение городской думы 22 апреля 1904 года Дума большинством голосов приняла проект Устава училища и все необходимые сметные исчисления. 8 апреля 1905 года был утвержден Устав училища со стороны Министерства финансов. 4 мая 1905 года состоялись выборы председателя попечительного совета училища, товарища председателя и пяти членов совета. Председателем попечительного совета стал А. Н. Коняев, в товарищи председателя был выбран И. Е. Шишкин, членами совета оказались Н. А. Коняев, П. А. Орфанов, В. А. Плетнев, Александр Александрович Червен-Водали и И. А. Нечаев. Попечительный совет осуществлял общее руководство учебным заведением. Директором училища стал выпускник естественно-научного факультета Петербургского университета, видный педагог Николай Оттович Розе (1860—1915).
Училище разместилось в 2-этажном здании из красного кирпича в центре города на Миллионной улице. Несколькими годами раньше на этом месте предполагалось возведение здания для Мариинской женской гимназии ввиду переполнения и тесноты его прежнего помещения. Строительство нового здания осуществлялось за счет облигационного займа в 150 000 рублей. Городской архитектор А. П. Федоров выполнил проект, который был в итоге отклонен как не отвечающий учебным и гигиеническим нормам. Через некоторое время, видоизменив первоначальный вариант, его использовали при строительстве здания для женского коммерческого училища. Здание было построено в формах эклектики, что было характерно для архитектуры губернских учебных заведений начала XX века, обладало просторными и светлыми классами, коридорами, большим залом, площадкой для игр, вентиляцией и системой очистки воздуха, электрическим освещением, паровым отоплением, водоснабжением, осуществлявшимся посредством водопроводов, подающих воду из Волги.

## Открытие
Открытие коммерческого училища в Твери стало заметным событием. На торжество по этому случаю собрались представители губернских и городских властей, в том числе губернатор П. А. Слепцов и вице-губернатор С. К. Хитрово, представители духовенства, руководители и работники различных ведомств и учебных заведений. В день 8 сентября было объявлено об открытии училища, и произошло освящение здания. Молебен был совершен епископом Старицким Александром, в сослужении ректора Тверской духовной семинарии архимандрита Евгения и соборного духовенства. По окончании молебна были высказаны приветствия и пожелания. В своем выступлении директор училища Н. О. Розе отметил важность и необходимость развития женского образования, основанного на научных началах и имеющего целью выпустить в жизнь девушку, привыкшую к серьёзному труду, с интересом к знанию, с развитым умом, здоровую телом, достойную стать матерью и воспитательницей своих детей, помощницей мужу, или умелому работнику в промышленности, торговле и других сферах труда практической жизни. В свою очередь известный в Твери нотариус и общественный деятель, член попечительного совета училища Александр Александрович Червен-Водали особо отметил открытие в Тверь именно коммерческого училища. По его словам, в женщине таким образом ещё раз признаётся равноправный работник и в новой обширной, столь важной области промышленного и торгового труда. Выступавшие пожелали училищу процветания и успешного развития, достойного служения на благо общества. Детям были розданы евангелия, молитвословы, фотографии учебного заведения и подарки — пеналы с письменными принадлежностями. Торжество закончилось обедом в 5 часов дня в зале общественного собрания.
Тверское городское женское коммерческое училище находилось в ведении Министерства финансов, а с 1906 года — Министерства торговли и промышленности. Оно содержалось за счёт платы за обучение, отчислений из городского бюджета и пожертвований различных обществ и частных лиц. Плата за обучение составляла изначально 50—75 рублей в год, позже повысилась до 60—80 рублей в год. Помощь девочкам из бедных слоёв населения оказывало Общество попечения о нуждах учениц училища, организованное 5 февраля 1906 года и осуществлявшее не только денежную помощь ученицам, но и бесплатную выдачу учебных пособий, заботившееся об обеспечении пищей, одеждой, жильём, медицинской помощью, организовывающее экскурсии, лекции, дополнительные уроки, развлечения. На средства частных лиц было учреждено несколько стипендий, которые освобождали от платы за обучение. Также проводились благотворительные вечера.

## Учебная деятельность
В училище изначально был установлен семилетний срок обучения, в 1913—1914 учебном году было получено разрешение открыть 8-й класс. Училище было приравнено к женским гимназиям Министерства народного просвещения. Также было получено право на получение ученицами звания начальной учительницы. Выпускницы имели право поступать на Высшие женские курсы. В учебное заведение принимались девочки всех сословий, достигшие восьмилетнего возраста. Подавляющее большинство учениц составляли девочки православного вероисповедания, незначительное количество составляли девочки римско-католического, лютеранского, иудейского вероисповеданий и девочки из старообрядческих семей. Дети еврейского происхождения могли приниматься в количестве не превышающем 5 % от общего числа учащихся. В первый год существования училища было принято 153 ученицы. С развитием деятельности училища возрастало общее количество учениц, значительное количество которых составляли представительницы низших сословий, в частности детей мещан и крестьян. Так, в 1905—1906 учебном году обучение проходили 36 детей дворян и чиновников, 55 детей мещан и 36 детей крестьян; в 1908—1909 учебном году — 113 детей дворян и чиновников, 111 детей мещан и 107 детей крестьян (из 382 учениц); в 1914—1915 учебном году — 61 ребёнок дворян и чиновников, 116 детей мещан и 140 детей крестьян (из 421 ученицы).
В училище изучались Закон Божий, русский язык и словесность, немецкий и французский языки, история, география, математика, естествознание, физика, коммерческая арифметика, бухгалтерия, коммерческая корреспонденция на русском и иностранных языках, политическая экономия, законоведение, химия, товароведение с технологией, коммерческая география, преимущественно России, каллиграфия, рисование, черчение. Девочки занимались также гимнастикой, пением, танцами, рукоделием, имели возможность освоить английский язык, стенографию, письмо на пишущей машинке. В училище имелись кабинеты физики, товароведения, лаборатория для практических занятий по химии, рисовальный класс, библиотека. Много внимания уделялось преподаванию иностранных языков. Классные наблюдательницы в разговорах с ученицами старались пользоваться иностранными языками, на уроках рукоделия учительница во время работы с детьми вела доступную для их понимания беседу на французском языке.
В первый 1905—1906 учебный год в училище работало 16 преподавателей, к 1913—1914 учебному году их число увеличилось до 28. Одним из примечательных преподавателей был Александр Васильевич Александров (1883—1946), учитель пения и руководитель хора училища, впоследствии известный композитор и хоровой дирижёр, автор музыки Гимна Советского Союза и Российской Федерации, песни «Священная война», создатель и руководитель Краснознамённого ансамбля песни и пляски Советской Армии.

Основными принципами учебно-воспитательной работы в училище являлись уважительное отношение к детям как к личностям, взаимное доверие между преподавателями и учащимися, развитие в ученицах работоспособности, отсутствие репрессивных мер воздействия. Ещё при открытии училища, законоучитель отец Березин сказал: 
«Пусть в детском сознании эта школа будет окружена ореолом радости, пусть здесь будет чуждо детской душе гнетущее чувство. Пусть дети встретят здесь ласку, сердечное влечение и дружескую помощь. Атмосфера школы пусть будет проникнута доверием и призванные работать здесь да творят своё дело „с радостию, а не воздыхающе“. Дай Бог, чтобы всё устроилось, и все здесь слились в тесный нравственный союз».
 В училище отсутствовали наказания и всякие внешние поощрения, была отменена балльная оценка поведения, было признано полезным влиять на учащихся лаской, советами, убеждениями и самым внимательным отношением к их детским нуждам. На каждую ученицу периодически составлялась характеристика, в которой фиксировались её отношение к занятиям, способности, особенности характера, состояние здоровья. Успехи учениц оценивались словами «успешно» и неуспешно", правда в старших классах всё же отступили от словесной оценки и ввели баллы по тем предметам, по которым заканчивался курс и отметки по ним шли в аттестат.
Одним из существенных условий успешности занятий учащихся считалось рациональное распределение учебных предметов в расписании, поэтому наиболее трудные предметы располагались в первой половине учебного дня, то есть до 12 часов, а менее трудные предметы, искусства — во вторую половину, после 12 часов 40 минут. Занятия в училище начинались в 9 часов утра, для младших учениц — в 10 часов утра. В перемены проводились подвижные игры, в хорошую погоду дети играли во дворе, в ненастные и холодные дни — в зале и в коридорах училища. Основной центр тяжести в учебном процессе был перенесён на классную работу при участии преподавателя, а не на домашнюю подготовку. Самостоятельная подготовка учениц была рассчитана по их силам, её объём был точно определён в зависимости от класса и возраста.
В училище тщательно следили за здоровьем учениц. В начале и в конце учебного года проводился медицинский осмотр, производился амбулаторный приём учениц. Работали педиатр и зубной врач. Для поддержания хорошей физической формы девочки занимались гимнастикой и танцами, зимой во дворе училища устраивались гора и каток.
Большое внимание педагоги училища уделяли расширению кругозора своих подопечных, всячески содействовали их умственному и нравственному развитию. Ученицы с преподавателями ходили на прогулки по Твери и окрестностям, ездили на экскурсии в Москву, посещали музеи и театры. В первый учебный 1905—1906 год ученицы посетили Оршинский монастырь, в другие годы побывали в Московском художественном, Большом и Малом театрах. В здании училища устраивались выставки работ учениц по чистописанию, русскому языку, рукоделию и рисованию, проводились музыкальные вечера и ставились спектакли. По приглашению Н. О. Розе в актовом зале училища Малый театр представил зрителям пьесу А. Н. Островского «Бесприданница». Вырученные деньги пошли на оплату обучения нуждающихся учениц.
Первый выпуск окончивших обучение девочек состоялся в 1912 году. Всего курс окончило 45 человек, из них 14 — с золотыми и серебряными медалями.
Начавшаяся в 1914 году Первая мировая война внесла изменения в учебный распорядок училища. 1914—1915 учебный год закончился раньше обычного: в младших классах — к 15 апреля, в старших классах — к 1 мая. Ученицы и преподаватели принимали активное участие в деле помощи больным и раненым воинам и семьям призванных. Деятельность училища выразилась в пожертвованиях на нужды войны путём процентного отчисления с содержания педагогического персонала и добровольных пожертвованиях с учениц, в устройстве мастерской для изготовления белья, в подготовке подарков к праздникам, в раздаче белья и других вещей в лазареты, в пожертвованиях деньгами в Комитет Великой Княжны Татьяны Николаевны. К Рождеству и Пасхе девочки вместе с преподавателями отправляли воинам подарки. В училище приходило большое количество писем, в которых солдаты и офицеры выражали им благодарность.
"Милые барышни! — писал один из солдат с фронта. — Ваши подарки мы получили. Приносим от всего сердца нашу благодарность за Ваши заботы и молитвы о нас. Верьте нам, мы как один человек, все стоим на страже сломить скорее ненавистного врага и тем дать Вам, дорогие наши, покой, а нашей дорогой Родине утешение. Вы так много заботитесь о нас, дорогие, что наша святая обязанность склонить перед Вами голову и сказать: «Милая, сердечная русская женщина. Вы выше всех женщин на белом свете».
К примечательным событиям жизни училища в эти годы можно отнести присутствие делегации в составе 7 учениц старших классов вместе с воспитательницей А. И. Крыловой в числе лиц, приветствовавших прибывшего в Тверь императора Николая II в Спасо-Преображенском кафедральном соборе в апреле 1915 года, а также участие учениц в торжественной встрече императора на пути его следования в собор. К празднику Пасхи награды был удостоен директор училища Н. О. Розе, которому был пожалован орден св. Станислава 1-й степени.
В 1915 году состоялся выпуск учениц, окончивших восьмилетний курс обучения. Общее количество выпускниц насчитывало 50 человек, из них 9 — с золотыми и серебряными медалями.
В военные годы помещение училища активно использовалось для учебных целей. Помимо занятий учениц коммерческого училища проводились занятия с учащимися трёх начальных училищ, так как их здания были переданы на военные нужды, бухгалтерских курсов, с 1917 года учительского института.
Тверское городское женское коммерческое училище просуществовало до 1918 года. Всего за 13 лет существования училища полный курс обучения прошли около 300 девушек. Многие выпускницы избрали для себя деятельность в торговых предприятиях и казенных учреждениях в качестве счетоводов, корреспонденток и помощниц бухгалтеров, некоторые посвятили себя педагогической деятельности. Одной из выпускниц училища была Надежда Васильевна Гончарова (1902—1963) — народная артистка РСФСР, актриса Калининского драматического театра.

## После 1918 года
В здании училища впоследствии разместились:
- промышленно-экономический институт (техникум),
- Единая трудовая школа № 24,
- средняя общеобразовательная школа № 7,
- мужская школа № 6,
- средняя общеобразовательная школа № 6 с углублённым изучением английского языка.
- Тверская гимназия № 6 в настоящее время.